# Hermann Schreiber (Politiker)
Hermann Schreiber (* 11. Januar 1938 in Neuendettelsau) ist ein deutscher Politiker (CSU).

## Leben
Schreiber besuchte in Meinheim die Volksschule, wo sein Vater Pfarrer war. Von 1949 bis 1955 absolvierte er die Realschule in Gunzenhausen und studierte anschließend Rechtswissenschaften. Er wurde mit einer Arbeit über Vorschickung und Familienfideikommiß im Patriziat der Reichsstadt Nürnberg an der Universität Erlangen-Nürnberg promoviert. Danach war er bei der Wehrbereichsleitung in Würzburg angestellt.
Im Jahre 1972 wurde er zum Bürgermeister von Neuendettelsau gewählt und kam bereits 1966 in den Kreistag des Altlandkreises Ansbach. Schreiber war 18 Jahre Stellvertreter von Landrat Georg Ehnes. 1990 wurde er dessen Nachfolger und blieb es bis 2002. Ihm folgte Rudolf Schwemmbauer als Ansbacher Landrat nach.
Hermann Schreiber ist verheiratet und hat vier Kinder.